# Anti-Fascist Action
Anti-Fascist Action (AFA) va ser una organització militant antifeixista fundada al Regne Unit l'any 1985, per una àmplia gamma d'organitzacions antiracistes i antifeixistes.
Va estar en actiu en la lluita contra organitzacions de l'extrema dreta, particularment el Nacional Front i el Partit Nacional Britànic. El seu paper va ser notable en la significativa reducció d'activitat feixista als carrers en la Gran Bretanya dels anys 90. L'AFA va seguir una estratègia que es va anomenar "twin-track": una confrontació física amb els feixistes al carrer i una lluita ideològica contra el feixisme en les comunitats de classe treballadora.
Entre les seves mobilitzacions més notables hi va haver confrontacions violentes com la "Batalla de Waterloo" l'any 1992 i esdeveniments no violents com els Carnavals d'Unitat de principis dels anys 90.

## Història
AFA es va fundar a Londres l'any 1985 en una gran assemblea que representava una gamma àmplia d'organitzacions antifeixistes i antiracistes, incloses Red Action i el Direct Action Movement, Searchlight, el Newham Monitoring Project, i el Jewish Socialist Group. Va ser en part una reacció al descontentament de l'original Anti-Nazi League (ANL), que recentment havia deixat d'actuar. Membres de l'AFA van acusar l'ANL de fallar en la confrontació directa amb els feixistes, d'aliar-se amb moderats que eren connivents amb el racisme, i de ser un front vanguardista del Socialist Workers Party (SWP). Jeremy Corbyn va ser tant secretari nacional com president honorari d'aquesta primera encarnació de l'AFA l'any 1985. Tanmateix, segons l'historiador Nigel Copsey, "aquest primer AFA es va veure immers en tensions internes entre militants antifeixistes i antiracistes més moderats... Al voltant del 1988, fracturat a causa d'un sectarisme intern, l'AFA va acabar col·lapsant." L'any 1989, malgrat tot, "va ser ressuscitat com a força militant, com un grup antifeixista." Tot i que molts grups trotskistes, independents socialistes, anarquistes i membres del Partit Laborista eren actius en l'AFA en els anys 80, després de la seva refundació l'any 1989 els membres principals eren tots de Red Action, un grup fundat per militants antifeixistes desil·lusionats ex-membres del SWP que havien criticat les pvlítiques percebudes com de front popular i populista de l'ANL.
Milers de persones van participar en mobilitzacions de l'AFA com les manifestacions del Remembrance Day els anys 1986 i 1987, i una mobilització contra un concert del grupneonazi Blood and Honour, l'"Esdeveniment Principal" del maig de 1989. L'any 1988, l'AFA va formar un braç musical, Battle of Cable Street (que duia el nom de laBatalla de Cable Street, una confrontació de 1936 entre feixistes i antifeixistes), similar a Rock Against Fascism, de l'ANL. Cable Street Beat va crear una revista, Cable Street Beat Review, a principis de 1989. Entre els artistes que van actuar als primers concerts de Cable Street Beat hi haBlaggers ITA, Angèlic Upstarts, Attila el Stockbroker, Els Homes no Podrien Penjar, Fills Oblidats i Blyth Power.
L'any 1989, hi va haver una escissió en l'AFA entre militants antifeixistes i altres membres, com el Newham Monitoring Group, les visions dels quals eren més properes a l'antifeisme liberal. Els grups militants van refundar l'AFA aquell any, amb els afiliats del Direct Action Movement i el Worker's Power, així com amb diversos sindicats.

### Inicis dels 90
Als inicis dels 90, l'AFA va continuar la praxi de twin-track de confrontació física i ideològica amb el feixisme. Exemples del primer inclouen el Carnaval d'Unitat a East London l'any 1991, amb 10,000 participants, i una manifestació a Bethnal Green, amb 4,000 participants (sota l'eslògan “Combatre els Feixistes: una vella tradició de East End”). El setembre del 1991, l'AFA va publicar la seva revista Fighting Talk, del qual es van publicar 25 exemplars entre 1991 i l'abril de 1999; la revista Cable Street Beat Review. El primer exemplar informava del llançament recent d'una branca a Dublín i a Glasgow, l'última amb el suport de Red Action, Class War, Direct Action Movement, Workers Party Scotland, Scottish Anti-Racist Movement i la Republican Brands Alliance.
Cable Street Beat va seguir a principis dels anys 90, amb la participació de grups comel reformat The Selecter, Gary Clail i Bad Manners.
La resistència física al feixisme va continuar també. L'any 1990, tres membres de l'AFA van ser empresonats per un total d'11 anys a causa d'un atac a un activista neonazi. El plantejament de la militància de l'AFA sobre l'antifeixisme va sortir en els mitjans al maig de 1992, quan la BBC va emetre un documental, Fighting Talk.
Una llarga batalla al carrer entre l'AFA i seguidors Blood and Honour, skinheads, grups de hooligan i ultradretans l'11 de setembre de 1992 va ser batejada com la Batalla de Waterloo en ser a l'estació de Waterloo. Hi va haver apsnyalaments i 6 persones van ser adetingudes
En aquell moment, hi havia 21 branques de l'AFA llistades a Fighting Talk, en ubicacions com Birmingham, Brighton, Bristol, Cardiff, Oxford, Exeter, Leicester, Liverpool, Manchester i Norwich.

### Estratègia "Omplir el buit"
L'any 1993, Derek Beackon, un candidat del Partit Nacional Britànic (BNP), va guanyar un seient de consell en el Isle of Dogs a Tower Hamlets, East London, sota l'eslògan de "Drets per Blancs". Això va assenyalar un canvi en la política del BNP de la confrontació als carrers a la recerca de respectabilitat electoral, en part com a resposta a la seva derrota en els carrers en favor de l'AFA. Al 1994, l'activista del BNP Tony Lecomber va anunciar aquest canvi en les tàctiques amb una declaració a la premsa segons la qual no hi hauria "més assemblees, marxes ni baralles". L'any 1995 AFA a Londres va respondre amb la seva estratègia Filling the Vacuum, la qual va implicar oferir una alternativa política en aquestes comunitats en comptes de centrar-se en desafiar la presència feixista en els carrers. Red Action i els seus aliats van fer campanya en la xarxa de l'AFA després de 1995 per AFA per adoptar aquesta estratègia. Tanmateix, el fet que l'AFA contenia un nombre de grups polítics, amb diferents programes polítics, juntament amb el descens d'acció al carrer del BNP quan buscava la "respectabilitat electoral", va contribuir a la dissolució de moltes de les branques de l'AFA, causant molta recriminació interna.
Encara hi va haver mobilizacions antifeixistes després de 1995, com una contra el National Front a Dover l'any 1997 i 1998. El nombre de branques de l'AFA al Regne Unit va arribar a 38 a mitjans dels any 90, amb conferències nacionals regulars i una xarxa activa al nord. Es va crear un nou Comitè de Coordinació de l'AFA, i l'any 1997, una declaració oficial de l'AFA va prohibir els seus membres associar-se a Searchlight. L'any 1998 el comitè va expulsar les branques de l'AFA a Leeds i Huddersfield per ignorar aquesta política. Hi va haver alguna refundació de nuclis com el de Liverpool l'any 2000, però al 2001, l'AFA a penes existia com a organització nacional.
Red Action i altres activistes de l'AFA van seguir la lògica de proporcionar una alternativa política al feixisme creant la Indeplndent Working Class Association IWCA) dl'any 995, equl va esdevenir el ocus d'activitat únic de Red Action després de 2001. Altres persones anteriorment implicades a l'AFA, predominantment anarquistes, han seguit militant, en estratègies centrades en la lluita de carrer, inicialment en el grup No Plataform, llavors Antifa UK. Alguns d'aquests es van refundar en l'Anti-Fascist Network al 2011, que intenta recrear l'estratègia twin-track de l'AFA.

## Política
Els crítics retreuen a l'AFA que el seu enfocament de confrontació física fos sovint més visible que la seva feina ideològica, i la seva tàctica va ser criticada pel seu sectarisme i ús de la violència. Tanmateix, els defensors del plantejament de l'AFA mencionen la seva implicació en l'escena musical de la joventut i esdeveniments exitosos de propaganda com les marxes de 1986 i 1987 "Recorda les víctimes del feixisme", com a mostres d'una agenda més àmplia